# Đại Tiền Thái cổ

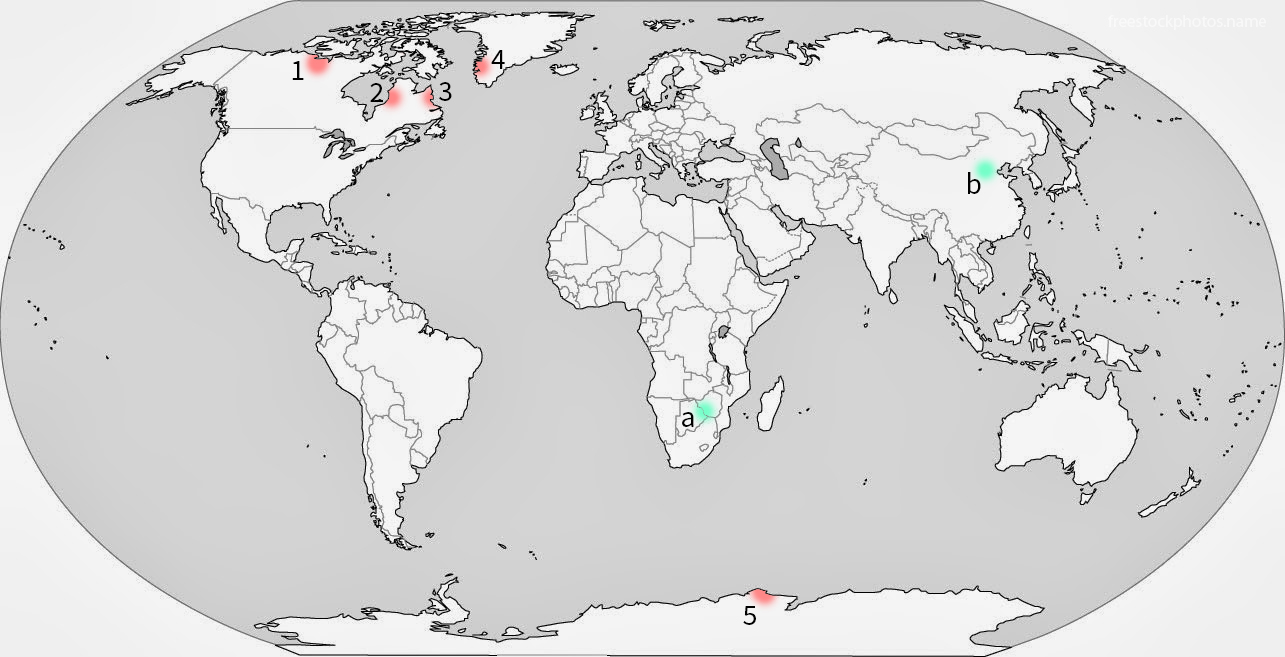
Eoarchean World occurrence

Đại Tiền Thái Cổ (Eoarchean, Eoarchaean) là một đại trong niên đại địa chất của Trái Đất kéo dài từ khoảng 3.800 triệu năm trước (Ma) tới khoảng 3.600 Ma. Nó là phần đầu tiên của liên đại Thái Cổ, tiếp ngay sau liên đại Hỏa Thành. Trong địa thời học quốc tế, cấp đới địa chất của nó gọi là erathem (giới).
Ủy ban quốc tế về địa tầng học (ICS) không công nhận ranh giới dưới của đại này cũng như không công nhận toàn bộ liên đại Hỏa Thành.
Đại Tiền Thái Cổ kết thúc khi đại Cổ Thái Cổ (Paleoarchean) bắt đầu.
Tên gọi Eoarchean có nguồn gốc từ các cụm từ trong tiếng Hy Lạp: eos (bình minh) và archios (cổ đại). Siêu lục địa đầu tiên Vaalbara có lẽ đã xuất hiện trong thời kỳ này.